# 12 Comae Berenices
12 Comae Berenices (abreviat 12 Com) este o stea binară din constelația boreală Părul Berenicei.. Este membra cea mai strălucitoare din roiul stelar din Coma Berenices și este vizibilă cu ochiul liber cu o magnitudine aparentă de  4,80. După măsurarea paralaxei sale anuale de satelitul Gaia, sistemul este situat la  276 ± 5 al (∼ 84,6 pc) de Pământ.
Deși 12 Com fusese listată ca fiind o suspectată variabilă, nu există de fapt nicio dovadă fotometrică să arate vreo variație a luminozității sale. Totuși, viteza sa radială s-a revelat a fi variabilă, cum a descoperit-o W. W. Campbell în 1910. Prima soluție orbitală a fost publicată de către Vinter Hansen în anii 1940. 12 Com este astfel o binară spectroscopică cu linii duble, a cărei perioadă orbitală este de 396,5 zile și cu o excentricitate de 0,566
Acest sistem este format din două stele. Componenta principală este o stea gigantă de tip F evoluată, iar componenta secundară este o stea din secvență principală de tip A, mai mică, dar mai fierbinte. Griffin și Griffin (2011) au sugerat că secundara ar fi putut să-și fi început evoluția departe de secvența principală și, în schimb, i-au atribuit o clasă de luminozitate IV corespunzând unei subgigante. Componenta primară, desemnată A, are masa de 2,6 ori mai mare decât a Soarelui și s-a extins la 8,9 ori raza Soarelui. Radiază de 56 de ori luminozitatea Soarelui din fotosfera sa potrivit cu o temperatură efectivă de 5.300 K. Companioana sa, componenta B, are masa dublă a Soarelui și de 2,5 ori raza. Strălucește cu o luminozitate de 30 de ori mai mare decât Soarele, la 8.500 K.
Vârsta sistemului este estimată la 670 de milioane de ani, care este în concordanță cu vârsta dată pentru Melotte 111 în general.